# Эрнст Август II Саксен-Веймар-Эйзенахский
Эрнст Август II Константин (нем. Ernst August II Konstantin von Sachsen-Weimar-Eisenach; 2 июня 1737, Веймар — 28 мая 1758, Веймар) — герцог Саксен-Веймарский и Саксен-Эйзенахский.

## Биография
Эрнст Август был единственным выжившим сыном Эрнста Августа I от второго брака с Софией Шарлоттой Альбертиной Бранденбург-Байрейтской, дочерью маркграфа Георга Фридриха Карла. Отец предпочитал вести роскошную жизнь, любил охотиться и пренебрегал сыном; он перенёс двор в Эйзенах, а сын воспитывался в Веймаре.
Эрнст Август I умер 19 января 1748 года, когда наследнику было всего 11 лет, поэтому регентами Эрнста Августа II стали Фридрих III Саксен-Гота-Альтенбургский и Франц Иосия Саксен-Кобург-Заальфельдский. Молодой герцог был перевезён в Готу к Фридриху, где получил подобающее воспитание.
В 1755 году Эрнст Август II вступил во владение герцогствами Саксен-Веймар и Саксен-Эйзенах, которыми, как и отец, правил в рамках личной унии. Своего бывшего учителя, рейхсграфа Генриха фон Бюнау, он назначил канцлером. Молодой герцог был болезненным ребёнком, поэтому ему пришлось быстро жениться, чтобы успеть обзавестись наследником.

## Семья
16 марта 1756 года Эрнст Август II женился в Брауншвейге на Анне Амалии, дочери герцога Карла I Брауншвейг-Вольфенбюттельского. У них было двое детей:
- Карл Август Саксен-Веймар-Эйзенахский (3 сентября 1757 — 14 июня 1828), унаследовавший герцогский титул
- Фридрих Фердинанд Константин (8 сентября 1758 — 6 сентября 1793)

Когда Эрнст Август II скончался, его единственный сын (второй сын родился уже после смерти отца) был ещё ребёнком, поэтому регентом обоих герцогств стала вдова Анна Амалия.